# Municipio de Hudson (condado de Macon)
Hudson Township es un municipio del condado de Macon, Misuri, Estados Unidos. Según el censo de 2020, tiene una población de 6642 habitantes.
Tiene un código de clase Z1, que indica que no está en funcionamiento (non-functioning county subdivision) y solamente se mantiene para fines estadísticos.

## Geografía
La subdivisión está ubicada en las coordenadas 39°44′14″N 92°27′34″O / 39.73722, -92.45944. Según la Oficina del Censo de los Estados Unidos, tiene una superficie total de 92.61 km², de la cual 88.61 km² corresponden a tierra firme y 4.00 km² están cubiertos de agua.

## Demografía
Según el censo de 2020, hay 6642 personas residiendo en la región. La densidad de población es de 75.0 hab./km². El 87.97% de los habitantes son blancos, el 3.99% son afroamericanos, el 0.27% son amerindios, el 0.83% son asiáticos, el 0.06% son isleños del Pacífico, el 0.72% son de otras razas y el 6.16% son de una mezcla de razas. Del total de la población, el 2.48% son hispanos o latinos de cualquier raza.